# Portret van Bindo Altoviti
Portret van Bindo Altoviti (Italiaans: Ritratto di Bindo Altoviti) is een portret van de Italiaanse kunstschilder Rafaël, gemaakt rond 1515, 59,7 x 43,8 centimeter groot. Het werk bevindt zich in de collectie van de National Gallery of Art te Washington D.C.

## Altoviti
Bindo Altoviti (1491-1557) was een rijke bankier uit Rome en geldt als een schoolvoorbeeld van de Uomo universale: een mooie, intelligente en geleerde man, met kennis van diverse wetenschappen en veel interesse in kunst. Hij was bevriend met diverse vooraanstaande kunstenaars uit zijn tijd, waaronder Rafaël, Michelangelo, Benvenuto Cellini en Giorgio Vasari. Voor diverse van hen trad hij op als mecenas. Rafaël schilderde hem toen hij nog bijzonder jong was, hetgeen volgens zijn biograaf Vasari "stom" was, omdat Altoviti's eruditie daardoor onvoldoende tot zijn recht zou komen.

## Stijl
Rafaël schilderde het portret van Altoviti in een periode kort nadat hij te Florence intensief het werk van Leonardo da Vinci had bestudeerd. Da Vinci's invloed is dan ook onmiskenbaar. Typerend is dat Rafaël de kijker probeert te betrekken in de psychologische gesteldheid van het personage. Hij heeft een bijzondere aandacht voor de individualiteit in de gezichtsuitdrukking van zijn model, maar maakt ook gebruik van diens dramatische positionering. Altoviti wordt schuin langs achteren afgebeeld, waarbij het lijkt of hij zich plotseling omdraait in de richting van de toeschouwer. Hierdoor wekt Rafaël een schijn van niet geposeerde toevalligheid, waarmee Altoviti's blik aan waarachtigheid wint. De kijker zelf, op zijn beurt, voelt zich deelgenoot van het tafereel.
Rafaël gebruikt in het portret een evenwichtig en sober kleurenpalet, in dicht bij elkaar liggende tonen, tegen een egaal groene achtergrond. Daarbij maakt hij gebruik van een clair-obscur, waarbij hij het contrast tussen licht en schaduwpartijen vergroot. De uitwerking is verfijnd. Er is een onmiskenbare uitstraling van gratie, die sensueel, bijna vrouwelijk aandoet. Dit effect wordt nog versterkt door de positie van de linkerhand op de borst, de gouden ring om de wijsvinger, de vlezige lippen en de puntige kin. Altoviti draagt een mantel die aan de achterkant een gedeelte van de hals vrijlaat, waarover Altoviti's lange, licht krullende blonde haren sierlijk omlaag vallen. Hun gouden kleur symboliseert adel en de zuiverheid van zijn gevoelens.

## Plaats in het oeuvre, invloed
Portret van Bindo Altoviti maakt deel uit van een reeks van portretten die Rafaël aan het einde van zijn leven schilderde te Rome, onder andere van de pausen Julius II en Leo X, schrijver Baldassar Castiglione en zijn maîtresse Margarita Luti. Ze zijn uniek binnen zijn oeuvre, vooral vanwege hun relatieve eenvoud. Vaak worden ze gerekend tot zijn beste werken. Ze waren van aanzienlijke invloed op tijdgenoten als Titiaan alsook de barokke kunstenaars uit de zeventiende eeuw, waaronder Rembrandt en Rubens.

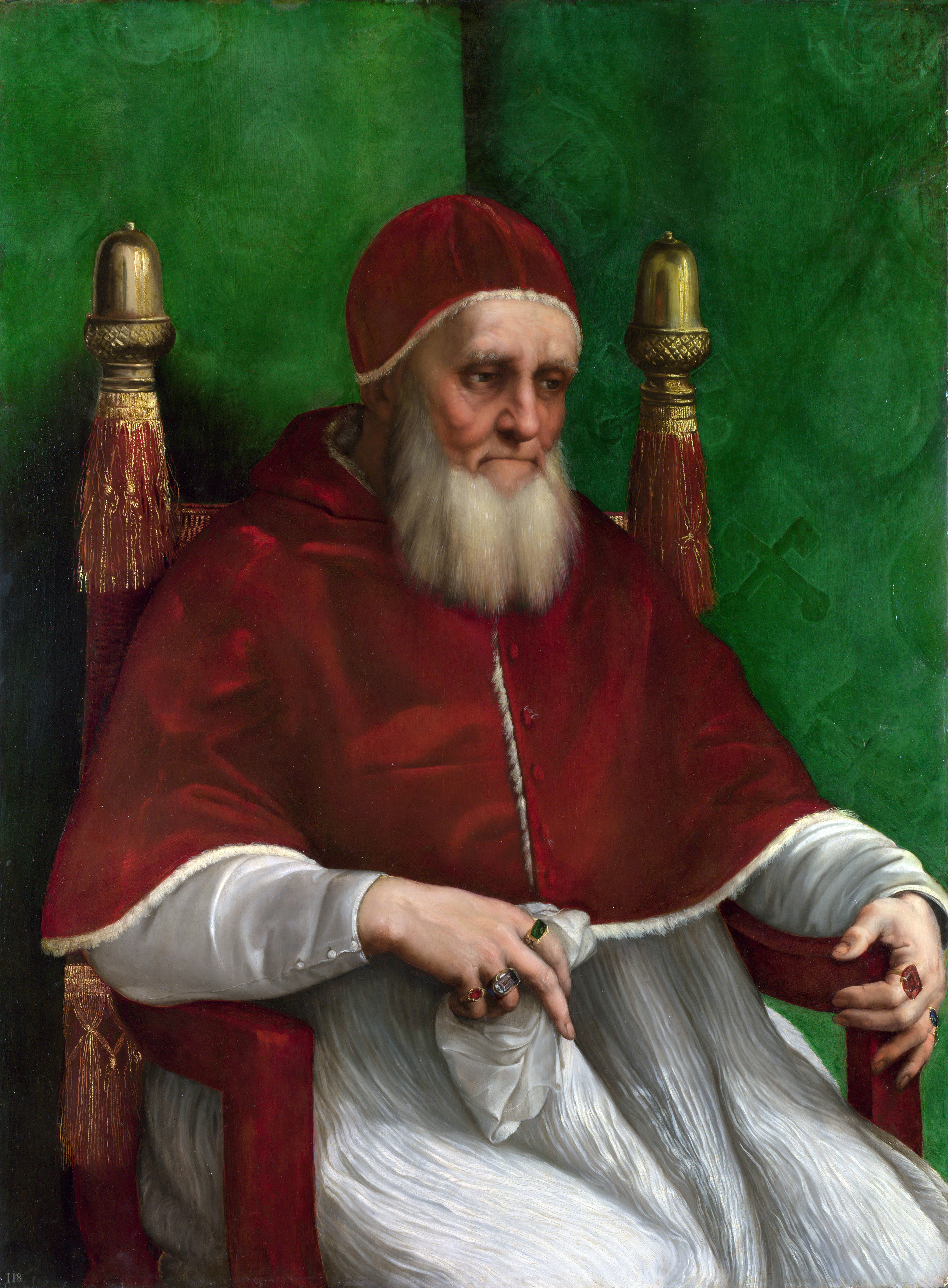
Portret van paus Julius II, 1512
Portret van Baldassar Castiglione, 1515
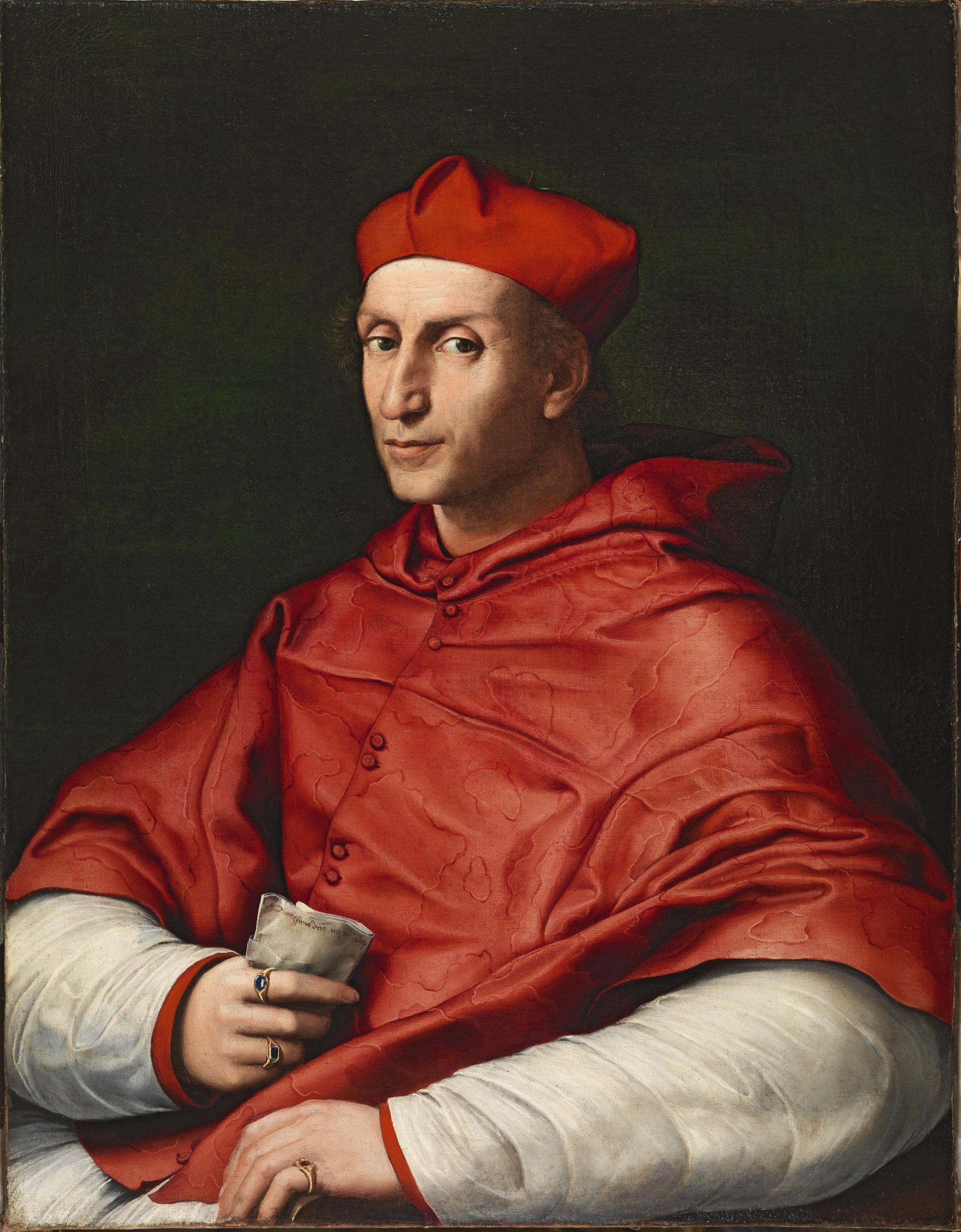
Portret van kardinaal Bibbiena, 1516
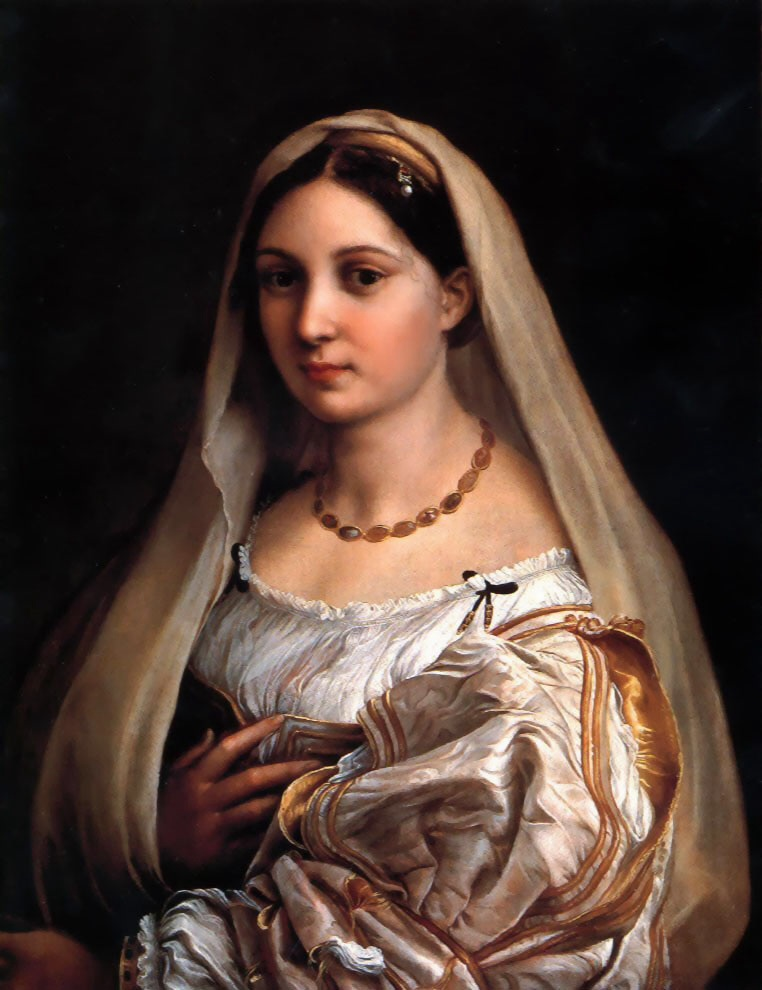
La Donna Velata, 1516 (Margarita Luti)

## Geschiedenis
Bindo Altoviti huwde in 1511 met Fiammetta Soderini, dochter uit een vooraanstaande Florentijnse familie. Fiammetta bleef in Florence wonen, maar Altoviti moest al snel weer voor zaken naar Rome. Rond 1515 gaf hij Rafaël opdracht tot het hier besproken schilderij, als een geschenk voor zijn echtgenote en ter zijne gedachtenis gedurende zijn afwezigheid. Het portret zou hun verdere leven lang in hun huis te Florence hangen en bleef vervolgens nog tot 1808 in het bezit van de nazaten van Altoviti. In dat jaar, een periode waarin Rafaëls werk in Europa erg gewild was, werd het verworven door Lodewijk I van Beieren, waarna het terechtkwam in de Münchense Alte Pinakothek. In 1936 werd het op slinkse wijze door Engelse kunsthandelaren uit nazi-Duitsland gesmokkeld en aangekocht door Samuel Henry Kerss. In 1943 werd het gedoneerd aan de National Art Gallery in Washington D.C., waar het geldt als een van haar topwerken.